# 96 (tal)
96 (nittiosex) är det naturliga talet som följer 95 och som följs av 97.
- Hexadecimala talsystemet: 60
- Binärt: 1100000
- Primfaktoriseringen 25 · 3
- Delbarhet: 1,2,3,4,6,8,12,16,24,32,48,96
- Summan av delarna: 252

## Inom matematiken
- 96 är ett jämnt tal.
- 96 är ett ymnigt tal
- 96 är ett mycket ymnigt tal
- 96 är ett aritmetiskt tal
- 96 är ett oktogontal
- 96 är ett Praktiskt tal.

## Inom vetenskapen
- Curium, atomnummer 96
- 96 Aegle, en asteroid
- Messier 96, spiralgalax i Lejonet, Messiers katalog